# Rebolledo de la Inera
Rebolledo de la Inera ist ein spanischer Ort in der Provinz Palencia der Autonomen Gemeinschaft Kastilien und León. Der Ort gehört zu Pomar de Valdivia, er liegt vier Kilometer südwestlich vom Hauptort der Gemeinde. Rebolledo de la Inera ist über die Straße N-627 zu erreichen.

## Sehenswürdigkeiten
- Die im 13. Jahrhundert erbaute romanische Kirche San Miguel wurde 1993 als Baudenkmal (Bien de Interés Cultural) klassifiziert. Der rechteckige Turm wurde Ende des 15. Jahrhunderts angebaut.